# Jay Chamberlain
Jay Chamberlain (Los Angeles, Californië, 29 december 1925 – 1 augustus 2001) was een Formule 1-coureur uit de USA. Hij reed in 1962 3 Grands Prix voor het team Lotus.